# محمد آل عصفور
محمد آل عصفور (زادهٔ ۱۳۱۰ – درگذشتهٔ ۲۶ مرداد ۱۴۰۳) از شاگردان محمد معین و بدیع الزمان فروزانفر و آخرین شاگرد ملک الشعرای بهار بود که در روز جمعه، ۲۶ مردادماه ۱۴۰۳ پس از گذراندن یک دورهٔ بیماری در بیمارستان نمازی شیراز، بدرود حیات گفت.

## پیشینه
محمد آل عصفور، زادهٔ سال ۱۳۱۰ هجری شمسی در محلهٔ لب آب شیراز بود. او تحصیلات ابتدایی را در مدرسه مهذبیه شیراز، که هم‌اکنون ۱۱۰ سال قدمت دارد، به اتمام رساند. در آن زمان پدرش، فخرالاسلام آل عصفور، ریاست این مدرسه را به عهده داشت. او پس از دریافت مدرک سیکل وارد دبیرستان سلطانی شد و تا مقطع دیپلم را در این دبیرستان گذراند. وی پس از این دوران، به دانشگاه ادبیات و دانشسرای عالی تهران معرفی شد و از محضر ملک الشعرای بهار، بدیع‌الزمان فروزانفر، جلال‌الدین همایی و محمد معین بهره برد.
او سه مدرک دکترا در حوزه های فلسفه، ادبیات و عرفان را ‌‌‌‌‌‌‌‌‌از چند کشور و مدرک فقه و اصول را از حوزه علمیه دریافت کرده‌بود.
جمال زیانی، محقق و نویسندهٔ شیرازی، در مورد آل عصفور می گوید که با او در دبیرستان سلطانی آشنا شده و وی همیشه حافظهٔ بسیار قوی‌ای داشته است.
دکتر یوسف نیری، استاد ادبیات دانشگاه شیراز که در دوران دبیرستان از شاگردان آل عصفور بوده است، در ۱۲ دی ماه ۱۳۹۸ در مراسم گرامی‌داشت آل عصفور به پاس ۶۵ سال سابقهٔ تدریس وی که در شیراز برگزار شد، وی را خورشیدی تابان به روح شاگردانش توصیف کرد و او را برهان حق خواند. وی، آل‌عصفور را مردی عاشق خواند و عشق را بزرگترین مدح برای انسان کاملی دانست که از مراتب معرفت گذشته است. نیری گفت آل عصفور مسائل علمی را به ساده‌ترین زبان بیان می‌کند و این از ویژگی‌های استاد است و معلم عاشق، سلطان بزرگی است و هریک از دانشجویانش هم جهانی بزرگ هستند که ادب از او می‌آموزند.
آل عصفور از سال ۱۳۶۰ تدریس در دانشگاه‌های‌ مختلف‌ استان‌‌ فارس را آغاز کرده‌بود و در دانشگاه آزاد فیروزآباد تدریس می‌کرد.

## زندگی خصوصی
آل عصفور دارای سه فرزند‌‌ بود و‌‌‌‌ ‌‌‌‌‌‌داشته‌هایش را مدیون همسرش، فاطمه آل عصفور، می دانست. وی می‌گفت که همسرش او را تشویق کرد که ادامه تحصیل بدهد و شب‌ها او را بیدار می کرده تا به نوشتن رساله بپردازد.

## آثار
آل عصفور تاکنون ۱۶ عنوان کتاب در زمینه های مختلف از جمله ادبیات و فلسفه نگاشته‌است: جبر و اختیار در شاهنامه، دستور زبان فارسی، آشنایی با کلیات فلسفه، عقاید خیام، شرح ترجیع بند هاتف اصفهانی، روانشناسی فلسفی یا علم النفس، آموزه‌های روان‌شناسی در قرآن کریم، انسان شناسی در اسلام، تحقیق در تاریخ بیهقی، و تحقیق در آثار ناصر خسرو، از جمله آن‌هاست. 